# غندولا (مجلة)
غندولا (بالإنجليزية: Gondola)‏ هي مجلة شَهرية تَصدر عن ريتايل توداي، حيثُ يقع مقرها في محافظة زافينتيم البلجيكية، وتنشرُ المجلة الأخبار والآراء والتقارير المُتعمقة عن تجارة التجزئة في بلجيكا.

## التاريخ
تأسست مجلة غندولا في يونيو 1994، وكانَ أول مكتبٍ لها في آندرلخت، وبعد ذلك انتقلت إلى إليفاي، وفي ديسمبر 2013 انتقلت إلى محافظة زافينتيم وما زالت هُناك.
اشتركت المجلة مع مدرسة سولفاي بيزنس في إنشاء برنامجٍ تنفيذي في إدارة البيع بالتجزئة والتوزيع.

## روابط خارجية
- الموقع الرسمي